# Starczewo (Bułgaria)
Starczewo (bułg. Старчево) – wieś w Bułgarii, w obwodzie Błagojewgrad, w gminie Petricz. Według danych szacunkowych Ujednoliconego Systemu Ewidencji Ludności oraz Usług Administracyjnych dla Ludności, 15 czerwca 2020 roku miejscowość liczyła 532 mieszkańców.

## Historia
Na terenie wsi znajdują się ślady osad neolitycznych, kopce trackie (jeszcze nie zbadane) oraz pozostałości osady słowiańskiej. Starczewo zostało wymienione w osmańskich defterze w 1570, pod nazwą Istarczewa. Według niego w wiosce znajdowało się 112 chrześcijańskich gospodarstw.

## Osoby związane z miejscowością

### Urodzeni
- Tótsis Giántsios – grecki kapitan